# Кубок чемпионов ФИБА 1958/1959
Кубок чемпионов 1959 — второй розыгрыш сильнейшего баскетбольного клубного турнира среди мужских команд. Клуб СКА (Рига) отстоял звание сильнейшего клуба Европы, второй год подряд обыграв в финале софийский клуб «Академик».

## Квалификационый раунд
| Команда #1           | Разница   | Команда #2             | 1 игра | 2 игра |
| -------------------- | --------- | ---------------------- | ------ | ------ |
| Старз (Шарлевиль)    | 140 — 67  | Баррейренсе (Баррейру) | 77-40  | 63-27  |
| Этцелла (Эттельбрук) | *         | Лех (Познань)          | —      | -      |
| Энгельманн (Вена)    | 125 — 188 | Спартак (Брно)         | 69-92  | 56-96  |
| Гонвед (Будапешт)    | *         | СК Сундбюберг          | —      | -      |
| Стяуа (Бухарест)     | 147 — 124 | Виссеншафт (Берлин)    | 81-59  | 66-65  |
| Урания (Женева)      | 104 — 134 | Реал (Мадрид)          | 58-63  | 46-71  |

- Команды Этцелла (Эттельбрук) и СК Сундбюберг снялись с турнира.

## 1/8 финала
| Команда #1            | Разница   | Команда #2          | 1 игра | 2 игра |
| --------------------- | --------- | ------------------- | ------ | ------ |
| АЕК (Афины)           | 129 — 209 | ОКК (Белград)       | 76-84  | 53-125 |
| Панттерит (Хельсинки) | 124 — 173 | Антверпен           | 63-60  | 61-113 |
| Лех (Познань)         | 155 — 148 | Спартак (Брно)      | 87-63  | 68-85  |
| Реал (Мадрид)         | 115 — 118 | Старз (Шарлевиль)   | 50-39  | 65-79  |
| Олимпия (Милан)       | *         | Джезира (Каир)      | 72-47* |        |
| Академик (София)      | 147 — 108 | Маккаби (Тель-Авив) | 69-50  | 78-58  |
| Гонвед (Будапешт)     | 166 — 133 | Стяуа (Бухарест)    | 86-52  | 80-81  |

- После первой игры итальянская команда отказалась играть в гостях.

## Четвертьфиналы
| Команда #1        | Разница   | Команда #2        | 1 игра | 2 игра |
| ----------------- | --------- | ----------------- | ------ | ------ |
| Антверпен         | 141 — 194 | Лех (Познань)     | 80-89  | 61-105 |
| СКА (Рига)        | 159 — 142 | Гонвед (Будапешт) | 79-54  | 80-88  |
| Старз (Шарлевиль) | 149 — 160 | ОКК (Белград)     | 75-73  | 74-87  |
| Джезира (Каир)    | 65 — 69   | Академик (София)  | 65-69  | *      |

- Команда Джезира (Каир) снялась после первого четвертьфинала.

## Полуфиналы
| Команда #1    | Разница   | Команда #2       | 1 матч | 2 матч |
| ------------- | --------- | ---------------- | ------ | ------ |
| Лех (Познань) | 153 — 166 | СКА (Рига)       | 84-76  | 69-90  |
| ОКК (Белград) | 156 — 163 | Академик (София) | 79-69  | 77-94  |

## Финал
| Команда #1 | Разница   | Команда #2       | 1 матч | 2 матч |
| ---------- | --------- | ---------------- | ------ | ------ |
| СКА (Рига) | 148 — 125 | Академик (София) | 79-58  | 69-67  |

| Победитель Кубка чемпионов 1959 |
| ------------------------------- |
| СКА (Рига) 2-й титул            |